# Henschia longicornis
Henschia longicornis är en insektsart som beskrevs av Vilbaste 1961. Henschia longicornis ingår i släktet Henschia och familjen dvärgstritar. Inga underarter finns listade i Catalogue of Life.